# Aksel Mikkelsen

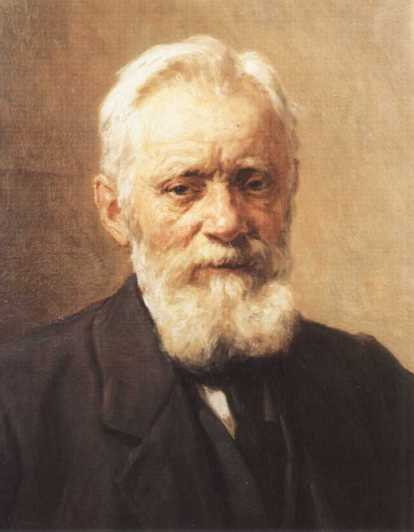
Porträt Aksel Mikkelsen (Gemälde in der Dänischen Handwerkerschule (Dansk Sløjdlærerskole))

Aksel Mikkelsen-Løth (* 14. August 1849 in Hjørring; † 19. Oktober 1929 in Korsør) war ein dänischer Handwerkspädagoge und Schriftsteller.

## Herkunft und Familie
Er war der Sohn des Vorsitzenden der Eisengießerei Jørgen Mikkelsen und seiner Frau, geborene Ane Margrete Pedersdatter. Aksel Mikkelsen heiratete am 2. März 1873 seine Frau Maren Nielsen, geboren am 22. Dezember 1846 in Ryslinge als Tochter von Niels Rasmussen und seiner Frau Karen Hansdatter. Ein Sohn von Maren und Aksel Mikkelsen war der Polarforscher Ejnar Mikkelsen, und ein anderer war Bezirksstaatsanwalt Thorvald Mikkelsen (* 23. Februar 1885; † 25. Februar 1962).

## Leben
Als junger Mann lebte er in Vester Brønderslev. Hier besaß er eine Gießerei und eine Maschinenwerkstatt, interessierte sich aber für Pädagogik und baute in der Firma eine Handwerkerschule auf. Im Jahr 1883 zog die Familie nach Næstved auf der Insel Seeland, wo der Vater eine Anstellung als Handwerkslehrer (dänisch sløjdlærer) bekam, und zwei Jahre später 1885 weiter nach Kopenhagen.
Das Lebenswerk von Aksel Mikkelsen wurde dann das Unterrichtsfach „Handwerken“ in der Schule (dänisch skolesløjd), dem er den größten Teil seines Lebens widmete. Im Jahr 1886 kaufte er das Gebäude Værnedamsvej 13 B auf Vesterbro in Kopenhagen, in dem das „Statsgymnasiet Schneekloths Skole“ untergebracht war, und hier richtete er eine Handwerkslehrerschule (dänisch Sløjdlærerskole) ein. Das Gebäude beherbergt heute die französische Schule „Lycée Français Prins Henrik“, benannt nach dem französischen Ehemann Prinz Henrik (1934–2018) von Königin Margrethe II. von Dänemark. Im Jahr 1996 zog die Handwerkslehrerschule nach Emdrup um, neben Dänemarks Lehrerhochschule (dänisch Danmarks Lærerhøjskole), heute Danmarks Pædagogiske Universitet (DPU).
Aksel Mikkelsen leitete die dänische Handwerkslehrerschule nur bis 1909, als Axel Dam (1868–1936) Schulleiter wurde. Von 1907 bis 1918 war Mikkelsen staatlicher Handwerksinspektor und beaufsichtigte den handwerklichen Unterricht in den Gymnasien und an den Grund- und Hauptschulen sowie bei den Ausbildungsseminaren. Aber er blieb ein einflussreicher Handwerker und erlangte für das Unterrichtsfach „Handwerken“ einen fast kultigen Status, was sich daran zeigt, dass man bei Dansk Sløjdlærerskole sowohl kleine als auch große Bilder von Mikkelsen zum Aufhängen in den Schulen bestellen konnte. Mikkelsen war ein Mann, dem man zuhörte; aber auch seine Gegner konnten sein unversöhnliches Wesen kennen lernen.
Im Jahr 1918 wurde die Dansk Sløjdlærerskole vom Staat übernommen, der auch ein Jahr später 1919 die Gebäude von Mikkelsen kaufte. Sein von ihm entwickeltes Unterrichtsfach „Handwerken“ wurde zu Dansk Skolesløjd, das zu einem Konzept und einer Richtung wurde mit einer Unterrichtsmethodik, die im Gegensatz zu Askov Skolesløjd stand.

### Dansk Skolesløjd
„Dansk Skolesløjd“ von Mikkelsen war an den Schulen weiter verbreitet und hier galt die Säge als wichtigstes Werkzeug. Der gesamte Handwerksunterricht begann mit Sägemodellen, bei denen kein Hobel verwendet wurde und dann keine Feile oder Sandpapier, was verboten war. Es war auch nicht erlaubt, die Produkte zu bemalen, denn Bearbeitungsfehler durften nicht verborgen werden.

### Askov Skolesløjd
„Askov Skolesløjd“ bezeichnet eine andere methodische Richtung für den Werk-Unterricht in der Zeit von 1886 bis 1978. Diese Richtung wurde auf der „Askov Sløjdlærerskole“ in Askov entwickelt, die von Søren Larsen Meldgaard (1850–1894) im Jahr 1886 gegründet wurde. „Askov-sløjd“ ist auch als „Askov-Nääs-sløjd“ bekannt, da der „Askov-sløjd“ in größerem Umfang als „Dansk Skolesløjd“ Prinzipien des Einzelunterrichts nach Modellreihen fortsetzte. Das wichtigste Werkzeug im Unterricht war das Messer. Auch Feile und Schleifpapier kamen zum Einsatz. Das ästhetische Element wurde hoch geschätzt. Andererseits führte die Verbundenheit mit den alten Traditionen dazu, dass die Herstellung von Spielzeug und Luxusartikeln verboten wurde.
Ab dem Jahr 1912 gab es zwei Handwerksinspektoren, einen für jede Richtung, bis sie 1978 vereinigt wurden.
Aksel Mikkelsen war seiner Zeit voraus und gründete auch die Firma Dansk Sløjdlærerskoles Værktøjshandel (deutsch Dänischer Handwerkslehrerschule Werkzeughandel), die Werkzeuge für Kinderhände für den Handwerksunterricht herstellten. Insbesondere gab es hier auch Werkzeug für Linkshänder, lange bevor so etwas alltäglich wurde. Die spezielle Hobelbank der Schule, hatte zwei Reihen von Zapfenlöchern, damit sie sowohl von Rechts- als auch von Linkshändern benutzt werden konnte. Der Schulhobel hatte ein symmetrisches Horn, damit er in alle Hände gleich gut passt.

## Zeitachse: Geschäft und Wirken
- Ausbildung zum Mechaniker
- 1872–1883 Eisengießer und Maschinenfabrikant in Vester Brønderslev
- 1883–1885 Leiter der Technischen Schule in Næstved
- 1883 Mikkelsens erste Handwerkerschule in Næstved mit 8 Schülern
- 1885 Mikkelsens Handwerkschule in Nytorv 3, København. Unterrichtete auch Handwerken auf der E. Slomanns Latin- und Realschule
- 1886–1909 Direktor der Dansk Sløjdlærerskole, Værnedamsvej 13 B, København V
- 1907–1918 staatlicher Handwerksinspektor
- 1918–1929 aktiv Pensionist, der weiterhin für das Handwerken tätig war und neue Handwerkssysteme entwickelte: das Tischlerhandwerkssystem 1923; Physik-Handwerken; Handwerken mit Metall. Wohnte als Pensionist in Korsør.

## Fachbücher zum Handwerk-Unterricht
- 1884 Sløjdskolen
- 1885 Sløjdskolen og dens Forhold til Folkeskolen
- 1886 Hvad er Sløjd?
- 1886 Hvordan arbejder Sløjdskolen?
- 1887 Arbejdsstillinger for Sløjdskoler
- 1888 Modeltegninger for Sløjdskoler
- 1990 Dansk Sløjdforenings Modeltegninger (Neue Reihe 1909)
- 1889 Le Sløjd danois
- 1891–1892 Opdrageren (Zeitschrift)
- 1893 The Danish Sloyd
- 1894 Stellungen bei der Arbeit
- 1894 Sløjdlære
- 1896 Arbejdsstillinger[6]
- 1899 Dansk Sløjdforenings Arbejdsstillinger
- 1901 Den praktiske Opdragelse og Sløjden
- 1905 Behandlingen af forsømte og forbryderiske Børn
- 1908 Almén legemlig Opdragelse
- 1908 25 Aars Sløjdundervisning
- 1910 Dansk Sløjd
- 1910 Fysik og Sløjd
- 1911 Haandarbejdets Elementik
- 1911 Fysiksløjd
- 1912 Smaasløjd
- 1912 Fysiksløjdens Systemer og Værktøjer
- 1913 Sløjden som alment Grundlag for praktisk Fagarbejde
- 1916 Modeltegninger til Brug ved den militære Husflid og Sløjd
- 1916 Beskyttelse af Sløjdmodeltegninger og Sløjdlitteratur
- 1917 Forslag til Oprettelse af en Kuranstalt for Overanstrengte og Rekonvalescenter
- 1924 Dansk Skolesløjd
- 1924 Forslag til Fortsættelsesundervisning i Legemsarbejde i 14–17 Aarsalderen.

## Auszeichnungen
- 1919 Ehrenmitglied Dansk Sløjdlærerforening
- 1919 die goldene Verdienstmedaille (dänisch Fortjenstmedaljen)
- Ritter von Dannebrogorden
- norwegischer St. Olavs Orden